# 情侣域名
情侣域名，是情侣之间使用的一种虚拟礼品，当爱人打开情侣域名后，可以看到事先设置好的文字、图片、音乐等效果。

## 情侣域名实例
- 样式一：bufanaiyiban.cn（意思：不凡爱一般）， 这种形式的情侣域名为一级域名。
- 样试二：xiaofang.wohaoaini.com（意思：小芳，我好爱你。），这种形式的情侣域名为二级域名。